# The Brando Resort
The Brando Resort est un complexe hôtelier de luxe situé sur l'atoll de Tetiaroa dépendant de la commune d'Arue en Polynésie française à 50 km au nord de l'ile de Tahiti. L'hôtel Brando sert de piste d'atterrissage réglementée, de centre de recherche scientifique, d'éco-resort et de spa sur l'îlot d'Onetahi.
L'atoll sur lequel se trouve le complexe touristique fait l'objet d'un bail emphytéotique de 99 ans contracté en octobre 1966 par l'acteur américain Marlon Brando (1924-2004).

## Histoire
La construction du Brando Resort commence en 2009 par la société Teti'aroa Pacific Beachcomber SC. Huit membres de la famille de Marlon Brando étaient impliqués dans le projet avec le domaine de Brando. Parmi les investisseurs, de nombreuses personnalités du cinéma et des médias comme Gilles Lellouche, Valérie Bonneton, Raphaël  Personnaz, Laurent Bon, Richard Berry, Takis Candilis ou encore Nicolas Canteloup.
La première phase du chantier comprenait la réparation de la piste d'atterrissage et l'allongement du tarmac pour répondre aux normes aéronautiques actuelles. De plus, un quai récifal a été construit pour permettre les expéditions océaniques au côté lagon du récif.
En février 2014, il est annoncé que la construction du Brando Resort était terminée. Le Brando a ouvert le 1er juillet 2014.
En octobre 2016, il est classé hôtel de tourisme international 5 étoiles et meilleur resort du monde par le Condé Nast Traveler Reader's Choice.
Le complexe compte 80 employés et personnel de gestion des installations.

## Voyage
Le transport vers le Brando se fait par avion via la compagnie privée Air Tetiaroa qui assure la liaison entre Tahiti et Tetiaroa. Le départ de la compagnie aérienne se situe dans un terminal privé de l'aéroport international de Faa'a sur l'île de Tahiti.

## Écologie
Les bâtiments sont réalisés avec des matériaux d'origine locale ou certifiée, renouvelables ou recyclés. Il existe un système de climatisation en eau de mer profonde pour réduire la demande énergétique. Des sources d'énergie renouvelables telles que l'énergie solaire et le biocarburant d' huile de coco sont utilisées.
Les batteries à flux zinc-brome utilisées pour stocker l'énergie des panneaux solaires sont fabriquées à partir de matériaux recyclables. Les véhicules de la station sont électriques ou à propulsion humaine.